# Боркен (Гессен)
Боркен (нім. Borken) — місто в Німеччині, знаходиться в землі Гессен. Підпорядковується адміністративному округу Кассель. Входить до складу району Швальм-Едер.
Площа — 82,3 км2. Населення становить 12 506 ос. (станом на 31 грудня 2020).